# کوآی ورو
کوآی ورو (نام علمی: Coua verreauxi) نام یک گونه از سرده کوآ است.